# فاليري إيفانوف
فاليري ايفانوف هو متسابق بياثل كازاخستاني، ولد في 28 سبتمبر 1969 في Makinsk ‏ في كازاخستان.

## وصلات خارجية
- فاليري إيفانوف على موقع IBU (الإنجليزية)
- فاليري إيفانوف على موقع أوليمبيديا (الإنجليزية)